# Ozodicera (Dihexaclonus) apicalis
Ozodicera (Dihexaclonus) apicalis is een tweevleugelige uit de familie langpootmuggen (Tipulidae). De soort komt voor in het Neotropisch gebied.